# Тлаюда
Тлаюда (исп. Tlayuda, иногда пишется clayuda) — блюдо традиционной кухни мексиканского штата Оахака, состоящее из большой, тонкой, хрустящей, частично обжаренной или поджаренной тортильи, покрытой слоем пережаренных бобов, с асьенто (смалец), салатом или капустой, авокадо, мясом (обычно измельченной курицы, говяжьей вырезки или свинины), сыром Оахака и сальсой.
Тлаюда – популярное антохито (закуска), родом из штата Оахака. Она считается культовым блюдом местной кухни и встречается, в частности, в окрестностях города Оахака. Тлаюдас также можно найти в центрально-южных регионах Мексики, таких как Мехико, Пуэбла и Гвадалахара.
Из-за сходства приготовления тлаюду называют мексиканской пиццей.
Лепешку размером с обеденную тарелку либо обжаривают (обычно на комале ), либо жарят на гриле. Затем на неё накладывают пережаренные бобы, сало и овощи, которые служат основой для основных ингредиентов. Правила выбора начинки для тлаюды не строгие, и рестораны и уличные торговцы часто предлагают разнообразные начинки, включая «тасахо» (куски мяса, типичные для Центральной долины Оахаки), чоризо и сесину энчилада (тонкие полоски свинины в панировке из порошка чили). Их можно готовить открытыми или сложенными пополам.
Отличительными качествами тлаюды являются большой размер (более 40 см в диаметре); совершенно иной вкус от других видов тортилий; и легкая твердость в консистенции, которую она приобретает, когда её готовят в комале, обычно сделанном из глины. Тлаюду оставляют там для полуподжаривания; то есть она готовится дольше, чем другие виды тортилий, а затем укладывают в тенате, корзину из пальмовых листьев. Таким образом она приобретает свою характерную консистенцию: гибкую, но полухрупкую, слегка влажную, пресную, которую трудно жевать тем, кто к ней не привык, и очень легкий аромат, похожий на подгоревшую тортилью. Очень небольшое количество соли в никстамализированном тесте (зёрна кукурузы для него варят в щелочном растворе и потом мелят на муку), из которого её готовят в некоторых случаях, а также приготовление почти до поджаривания позволяют тлаюде храниться дольше, в отличие от обычных тортилий. 